# Aplahanda
Aplahanda (vagy Apla-Ḫanda) Karkemis városának királya volt az i. e. 18. században, kortársa Jaszmah-Adadnak, I. Samsi-Adadnak, Jahdun-Limnek, később Zimrí-Limnek, a jamhadi I. Jarimlímnek és Hammurapi babiloni királynak. Szövetségese volt Asszíriának, Jaszmah-Adad (Samsi-Adad kisebbik fia, Mári helytartója) „testvéremnek” nevezte, és az Anatólia felé haladó óasszír kereskedelem haszonélvezője, mint fontos kereskedőváros ura. Karkemis ez időben Assurba irányuló borimporttal járult hozzá a távolsági kereskedelemhez, valamint a térség fakereskedelmének központja.
Karkemis Ebla kikötőjeként jött létre, majd Ebla hanyatlásával önállóvá vált. Ennek folyamata nem ismert, de Aplahanda már szuverén királyként szerepel a forrásokban. Aplahanda uralkodásának kezdetén az asszír szövetség ellensúlyozni tudta Mári és Jamhad hatalmát, amelyhez hozzájárult, hogy Máriban akkor éppen az asszírok uralkodtak. Később azonban Babilon erősödésével alapvetően átrendeződtek a hatalmi viszonyok. Assur visszaszorult, mert Babilon lefoglalta. A Jamhadban menedéket találó Zimrí-Lim Hammurápi segítségével visszakerült Mári trónjára, és szoros szövetséget kötött I. Jarimlímmel és Babilonnal is, így Karkemis két tűz közé került. Ennek emléke egy dokumentum, amely szerint Aplahanda ellátogatott Jamhad fővárosába, Halapba, ahogyan ezt később fia is megtette.
Aplahandát fiai, Jahdunlim és Jataranni követték a trónon.